# Robert Waln
Robert Waln (* 22. Februar 1765 in Philadelphia, Province of Pennsylvania; † 24. Januar 1836 ebenda) war ein US-amerikanischer Politiker. Zwischen 1798 und 1801 vertrat er den Bundesstaat Pennsylvania im US-Repräsentantenhaus.

## Werdegang
Nach einer nur eingeschränkten Schulausbildung arbeitete Robert Waln im Handel mit Ostindien und China. Später schlug er eine politische Laufbahn ein. Für einige Jahre war er Abgeordneter im Repräsentantenhaus von Pennsylvania. Außerdem saß er im Stadtrat von Philadelphia. Ende der 1790er Jahre schloss er sich der damals von Alexander Hamilton gegründeten Föderalistischen Partei an.
Nach dem Tod des Abgeordneten John Swanwick wurde Waln bei der fälligen Nachwahl für den ersten Sitz von Pennsylvania zu dessen Nachfolger in das damals noch in Philadelphia tagende US-Repräsentantenhaus gewählt, wo er am 3. Dezember 1798 sein neues Mandat antrat. Nach einer Wiederwahl konnte er bis zum 3. März 1801 im Kongress verbleiben.
Nach seiner Zeit im US-Repräsentantenhaus betrieb Waln einige Eisenwerke. Während des Britisch-Amerikanischen Krieges von 1812 gründete er in Trenton, New Jersey eine Baumwollspinnerei. Später wurde er Präsident der Philadelphia Insurance Co. und Kurator der University of Pennsylvania. Robert Waln starb am 24. Januar 1836 in Philadelphia, wo er auch beigesetzt wurde.